# (4000) Hipparque
Pour les articles homonymes, voir Hipparque.
(4000) Hipparque, désignation internationale (4000) Hipparchus, est un astéroïde de la ceinture principale.

## Description
(4000) Hipparque est un astéroïde de la ceinture principale. Il fut découvert par Seiji Ueda et Hiroshi Kaneda le 4 janvier 1989 à Kushiro. Il présente une orbite caractérisée par un demi-grand axe de 2,589 UA, une excentricité de 0,114 et une inclinaison de 2,717° par rapport à l'écliptique.
Il fut nommé en hommage à Hipparque, astronome, mathématicien et géographe de la Grèce antique.

## Compléments